# Gan (Pirenei Atlantici)
Gan è un comune francese di 5 551 abitanti situato nel dipartimento dei Pirenei Atlantici nella regione della Nuova Aquitania.
Il sindaco è Francis Pèes, un ex Presidente di un'impresa di edificio.

## Società

### Evoluzione demografica
Abitanti censiti